# Granite Shoals
Granite Shoals est une ville située au centre-est du comté de Burnet, au Texas, aux États-Unis,.

## Démographie
Lors du recensement de 2010, la ville comptait une population de 4 910 habitants. Elle est estimée, le 1er juillet 2019, à 5 411 habitants.

### Source de la traduction
- (en) Cet article est partiellement ou en totalité issu de l’article de Wikipédia en anglais intitulé « Granite Shoals, Texas » (voir la liste des auteurs).